# 杭打ち機

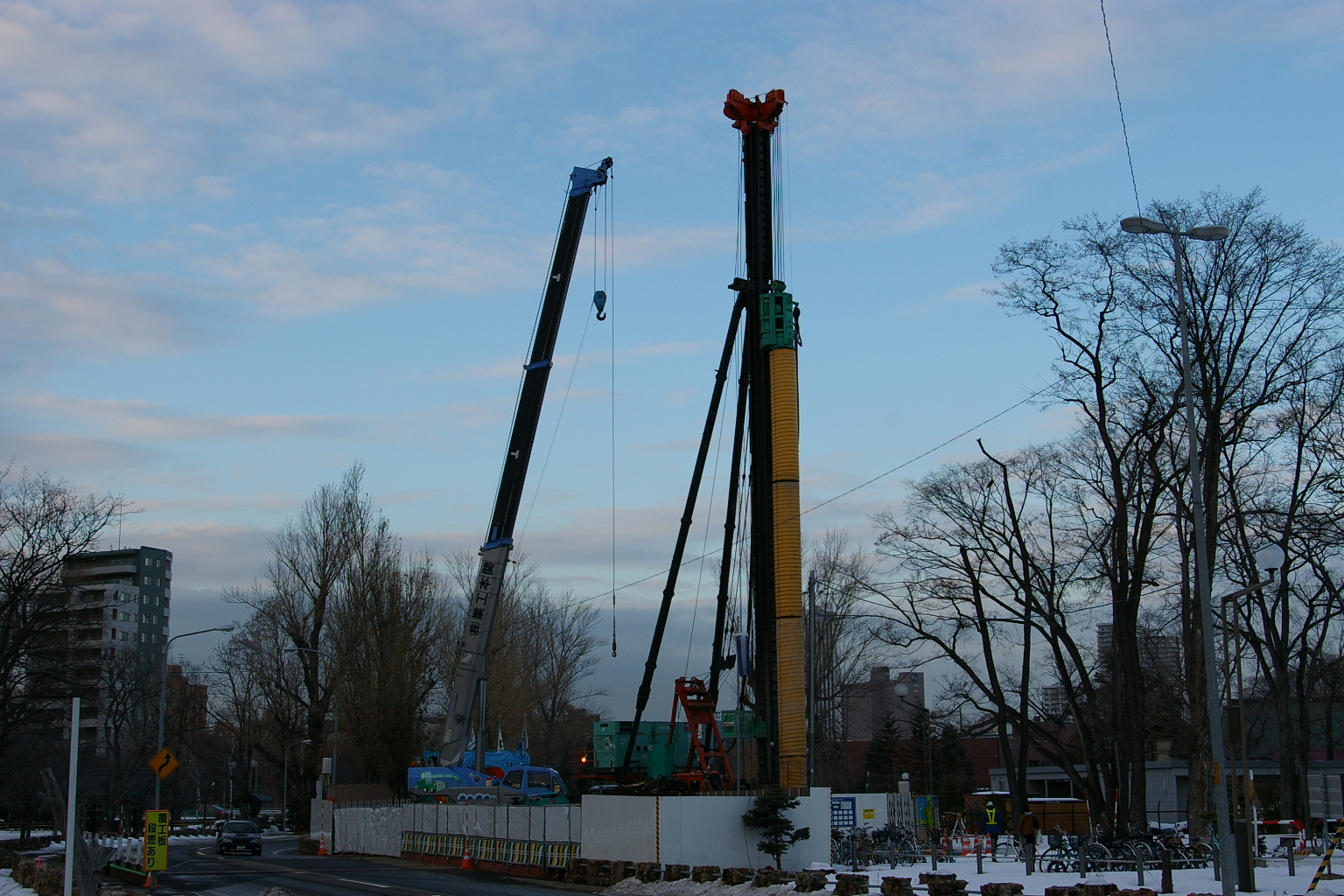
杭打ち機とホイールクレーン

杭打ち機（くいうちき、英語：pile driver）とは、ISO 11886:2002 で定められている建設機械の一つで建設工事や土木工事の基礎を造成するために用いる。
ここでいう杭とは、鋼管杭（JIS A 5525）、H鋼、鋼矢板などを指し、軟弱な地盤に構造物を建築する際の基礎杭、土砂を掘削する際の支保工（仮設工）、災害時の被害拡大を防止する施設など、基礎地盤からの支持力や反力が必要とされる工事現場に用いられている。杭打ち機は、そのような杭を必要な現場で地盤中に貫入若しくは打ち込む際に用いる機械である。
日本では高度経済成長期以降、施工期間中の周辺環境の保全や市街地の密集化、狭小敷地での施工、工事期間の短縮等の要因で杭打ち工法や建設機械の技術が進歩し、メーカー毎に多様な機能を搭載した複数種の杭打ち機が開発されており、単純な分類が困難となっている。

## 打撃系
杭頭を鋼製のリングで割れないように補強したPC杭や鋼管杭の上から大型の打撃ハンマーを落下させたり、振動を用いて打ち込む杭打ち機。やぐらを組んで上部からおもりを連続してたたきつけるモンケン、杭打ち機全体が単気筒2ストロークディーゼルエンジンのシリンダー及びピストンと化しているディーゼルハンマ
、高周波を発生させる振動機により自沈させるバイブロハンマ、油圧によりピストンを上下させる油圧ハンマーなどがある。構造が簡単で、自走式の機材を用いることができ、扱いが容易であること、掘削土砂や泥水を発生させないメリットがあるが、固い岩盤への打ち込みが困難であること、騒音、振動が発生するというデメリットがある。
ディーゼルハンマについては、移動が容易で能率が良いというメリットがあったが、工事敷地境界における騒音レベルが 80db 前後であり、加えてディーゼルエンジンの排気ガスが発生するなど、環境保全の観点等で問題となり日本国内の市街地では殆ど使われなくなっている。

## 圧入系
油圧による静荷重を用いて杭を地中に押し込む（圧入する）杭打ち機。杭を圧入する際に何に反力を求めるかで、さまざまな方式がある。機械本体をクレーンで吊り上げ自重を反力とする方法や、機械重量とウェイトブロックまたは油圧シリンダーが取り付けられたベースマシンの自重などを用いる方法は、地球の重力を利用しているだけだが、すでに地中に押し込まれた杭を数本つかみ、その引抜抵抗力を反力にする機械（サイレントパイラー）は、機械本体は軽量ながら、大型の杭の打ち込みも可能になっている。振動や騒音、泥水が発生しないメリットがある。また、サイレントパイラーには、N値の高い地盤、岩盤層、礫層への圧入が可能な機種、超低空頭地対応機、狭隘地対応機などがある。

## 掘削系
掘削部分の先端がスクリュー型をしたドリルのオーガドリルやビットを用いて物理的に地盤を掘削し、杭の先端部に高圧水（ウォータージェット）を送水して掘削することにより杭を建て込む杭打ち機（掘削システム）。打撃系や圧入系の機械を併用することもある。強固な岩盤や深い地盤への打ち込みが可能となるメリットがあるが、掘削に伴い掘り出された土砂や泥水、周囲土圧により杭孔を内部崩壊から防ぐためのベントナイト液の処理が必要となるデメリットがある。

## ハイブリッド系
打撃、圧入、掘削などの機能を組み合わせた杭打ち機の開発も盛んである。

## 主な杭打ち機の製造会社

### 三点式杭打ち機
- 日本車輌製造（株）鳴海製作所